# Maverick (Megaman X)
Mavericks conocidos en Japón como Irregular (イレギュラー Iregyurā?), son los enemigos recurrentes introducidos en la saga de Mega Man X. El término también ha sido usado en la saga de Mega Man Zero, Mega Man ZX y, la versión japonesa de Mega Man Legends. Son Reploids que han cometido actos delictivos, por lo que son una amenaza para la sociedad. Grupos como los Maverick Hunter se crearon específicamente para destruir a los Mavericks.
Mavericks por juego: (Nota Todos los mavericks están ordenados como se debe seguir en cada juego)
Mega Man X1: Chill Penguin, Spark Mandrill, Armored Armadillo, Launch Octopus, Boomer Kuwanger, Sting Chameleon, Storm Eagle, Flame Mamooth.
Mega Man X2: Wire Sponge, Wheel Gator, Bubble Crab, Flame Stag, Morth Moph, Magna Centipede, Crystal Snail, Overdrive Ostrich.
Mega Man X3: Blizzard Buffalo, Toxic Seahorse, Tunnel Rhino, Volt Catfish, Crush Clawfish, Neón Tigger, Gravity Beetle, Blast Hornet.
Mega Man X4: Web Spider, Split Mushroom, Cyber Peacock, Storm Owl, Magma Dragoon, Frost Walrus, Jet Stringray, Slash Beast.
Mega Man X5: Grizzly Slash, Duff Mcwhalen, Squid Adler, Izzy Glow, Dark Dizzy, The Skiver, Mattrex, Axle The Red.
Mega Man X6: Commander Yammark, Ground Scaravich, Blaze Heatnix, Blizzard Wolfang, Rainy Turtloid, Metal Shark Player, Shield Sheldon, Infinite Mijinion.
Mega Man X7: 
Tornado Tonion, Splash Warfly, Flame Hyenard, Ride Boarski, Snipe Anteator, Wind Crowrang, Vanishing Gungaroo, Soldier Stonekong.
Mega Man X8: Bamboo Pandamonium, Optic Sunflower, Dark Mantis, Gravity Antonion, Earthrock Trilobyte, Gigabolt Man-O-War, Avalanche Yeti, Burn Rooster.

## Causas de Maverick
No hay una causa única para que un Reploid actué como un Maverick, pero en general un Maverick se origina por las siguientes razones: 

### Cortocircuito electrónico
El Dr. Cain, en su diario anota que el 16 de febrero del año 21XX, un grupo de tres Reploids se volvieron "salvajes" desobedeciendo órdenes y atacando a dos humanos antes de ser detenidos, aunque jamás se dio una explicación exacta a este suceso hay varias teorías. En la introducción de Mega Man Xtreme, nos explican que esto se debe a un fallo en sus cerebros electrónicos, debido a la presión del constante trabajo, o también considerado "estrés robótico", provocaba un cortocircuito en sus cerebros electrónicos causando que tomaran decisiones erráticas fuera de su programación original. Eventualmente, estos reploids salvajes fueron denominados "Mavericks", y a su par, se creó a los Maverick Hunter para "arrestar" y reparar a estos Reploids, los cuales luego eran repuestos a la sociedad y devueltos a sus actividades cotidianas.

### Decisión propia
Varios de Mavericks se han originado por esta causa, se dice cuando un Reploid por su propia decisión considera que la raza Reploid es superior a la raza humana en todo sentido, por lo tal, razonan que no es necesario seguir órdenes de los humanos. 
Hay grandes ejemplos de esto en varios videojuegos de Mega Man X, uno de ellos es Vile, quien considera a la violencia como la única forma de sobrevivir; la rebelión Reploid de Mega Man X y Mega Man X2; en resumen; todos los Maverick Hunter que se han vuelto Mavericks lo hicieron por su propia decisión. También existen pandillas que cometen actos delictivos, como la Pandilla de Robots con Vehículos Modificados. Otro ejemplo de decisión propia sería en Mega Man X8, los reploids de nueva generación tienen incorporado ADN de Sigma que les permite adoptar dicha forma, el objetivo principal de esto era la protección contra el virus, aunque cabía la posibilidad de transformarse en Maverick por propia voluntad.

### Maverick Mecaniloide
Los Mecaniloides son robots de bajo I.A. creados para seguir órdenes de humanos y Reploids, debido a esta razón son muy fáciles de reprogramar, ciertos vándalos los utilizan para realizar sus crímenes para luego desecharlos una vez cometidos, pero no siempre sucede y los Mecaniloids siguen activos cometiendo actos ilegales; un gran ejemplo de ello son los Rush Roader, que es una pandilla Mecaniloide que rivaliza con la pandilla de robots-reploid.
- Datos: Q26186334